# Rachael Beck
Rachael Elizabeth Beck (ur. 9 lutego 1971 w Sydney) – australijska aktorka i piosenkarka, znana przede wszystkim z roli w serialu Hey Dad..!.

## Wybrana filmografia
- 1998: Stingers jako Tracy Mason
- 1993: The Feds: Deception jako Judy Taylor
- 1990: Family and Friends jako Claudia Rossi
- 1989: This Man... This Woman jako Susan Clarke
- 1988–2005: Zatoka serc (Home and Away) jako Kim Mitchell (1991)
- 1986–1994: Hey Dad..! jako Samantha Kelly (1991-1994)
- 1986: Latający doktorzy (The Flying Doctors) jako Rosie Malarvy